# Чокурдах (аэропорт)
Аэропорт «Чокурдах» — региональный аэропорт посёлка Чокурдаха Аллаиховского улуса Якутии. Обеспечивает регулярное авиасообщение с региональным центром — Якутском, а также вертолётное сообщение с другими населёнными пунктами района.

## История
История аэропорта «Чокурдах» началась в годы Великой Отечественной войны и связана с воздушной трассой Аляска-Сибирь.
В пятидесятые годы аэропорт Чокурдах был в составе Управления полярной авиации Главсевморпути.
С 3 мая 1972 года «Аэропорт Чокурдах» Полярного управления ГА переименован в Чокурдахскую объединённую авиационную эскадрилью Колымо-Индигирского объединённого авиационного отряда Якутского управления Гражданской авиации. (ЧОАЭ КИОАО ЯУГА).
27 мая 1991 года Чокурдахская объединённая авиаэскадрилья была переименована в Чокурдахское авиапредприятие концерна «Якутавиа».
15 мая 1993 года Чокурдахское авиапредприятие концерна «Якутавиа» переименовано в Чокурдахское авиапредприятие Национальной авиакомпании «Сахаавиа».
18 апреля 2000 года Чокурдахский филиал переименован в Государственное унитарное предприятие «Аэропорт Чокурдах».
С 2007 года филиал ФКП «Аэропорты Севера».
В 2016 году началась реконструкция аэропортовой инфраструктуры. Предполагается увеличить ширину ВПП до 75 м. Авиасообщение при этом прерываться не будет.
21 декабря 2017 года было получено заключение Ростехнадзора о соответствии реконструированного объекта требованиям технического регламента.
На протяжении строительно-монтажных работ деятельность аэропорта не приостанавливалась – строительно-монтажные работы производились в «окнах», а прибытие и отправка воздушных судов происходила согласно запланированным графикам полётов.
В ходе реконструкции была построена новая грунтовая взлетно-посадочная полоса и рулёжная дорожка, установлено светосигнальное оборудование, периметровое ограждение, патрульная дорога. Модернизированный аэропорт способен принимать самолёты Bombardier Q-300 и Q-400, которые придут на смену устаревшим Ан-24. В планах по дальнейшему развитию аэропорта работы по ремонту перрона, не попавшего в план проведённой реконструкции.

## Принимаемые типыВС
Ан-2, Ан-3, Ан-12, Ан-24, Ан-26, Ан-28, Ан-30, Ан-32, Ан-74, Як-40, Ил-18 и др. типы ВС 3-4 класса, вертолёты всех типов.

## Показатели деятельности
| год        | 2014 | 2015 | 2016 | 2017 |
| пассажиров | 7021 | 6752 | 6710 | 6592 |
| Источники: |      |      |      |      |

## Маршрутная сеть
Авиарейсы осуществляются самолётом Ан-26 с периодичностью 2-3 раза в неделю.

## Происшествия
- 30 июня 1941 года — из-за столкновения с бревном при взлёте потерпел аварию ПС-7 авиации Дальстроя.
- 27 марта 2006 года - катастрофа вертолёта Ми-8 24679 у посёлка Русское Устье авиакомпании "Полярные авиалинии"